# Edward Jasiński
Edward Jan Jasiński ps. Nurt, Karol, Karf, Karw, Stefan, Jan Kamiński, Edward Kaszyński (ur. 24 czerwca 1897 w Kętach Wadowickich, zm. 15 marca 1945 w Lublinie) – podpułkownik Wojska Polskiego, komendant Inspektoratu Rejonowego Lublin Armii Krajowej, dowódca 8 pułku piechoty Legionów Armii Krajowej.

## Życiorys
W latach 1906–1916 uczył się w c. i k. Gimnazjum Wyższym w Wadowicach, które ukończył eksternistycznie w czerwcu 1917 roku. W październiku 1916 roku wstąpił jako ochotnik do Armii Austro-Węgier. Brał udział walkach na froncie rosyjskim do lutego 1917 roku. Ranny przebywał w szpitalu wojskowym. Skierowany do szkoły oficerskiej w Opawie, skąd wiosną 1918 roku, przeniesiony go do 8 Batalionu Strzelców Bośniacko-Polskich, stacjonującego na Węgrzech. Wziął udział w walkach na froncie włoskim jako dowódca plutonu. Pod koniec października 1918 roku został wzięty do niewoli włoskiej, przebywał w obozie jenieckim.
Wziął udział w formowaniu pułku im. Adama Mickiewicza. Pełnił w pułku funkcję dowódcy plutonu. W lutym 1919 roku wyjechał wraz ze swoim pułkiem do Francji. Ukończył kurs oficerski, otrzymując promocje do stopnia podporucznika. W kwietniu 1919 roku powrócił z pułkiem do Polski. W szeregach 52 pułku piechoty Strzelców Kresowych wziął udział w walkach na froncie ukraińskim, a następnie w wojnie polsko-bolszewickiej. W czasie walk z bolszewikami był ciężko ranny. W 1922 roku został zweryfikowany w stopniu porucznika służby stałej piechoty ze starszeństwem z dniem 1 czerwca 1919 roku. Z dniem 20 października 1924 roku został przeniesiony do Korpusu Ochrony Pogranicza. 1 stycznia 1927 roku awansowany do stopnia kapitana piechoty. Został dowódcą pułkowej szkoły podoficerskiej. W 1928 roku przeniesiony do Szkoły Podchorążych Piechoty w Ostrowi Mazowieckiej na stanowisko instruktora i wykładowcy. W 1931 roku został dowódcą kompanii w 20 pułku piechoty w Krakowie. W 1934 został dowódcą 8 kompanii w III batalionie 32 pułku piechoty w Działdowie.
Po ukończeniu kursu dla dowódców batalionu w Centrum Wyszkolenia Piechoty w Rembertowie mianowany dowódcą I batalionu 32 pułku piechoty w Modlinie. Na stopień majora został mianowany ze starszeństwem z 19 marca 1939 i 8. lokatą w korpusie oficerów piechoty. W czasie kampanii wrześniowej 1939 roku dowodził I batalionem 32 pułku piechoty, walcząc w rejonie Ciechanowa, później w składzie załogi Twierdzy Modlin. Po kapitulacji twierdzy 29 września 1939 roku dostał się do niemieckiej niewoli. Przebywał w przejściowym obozie jenieckim w Działdowie. W październiku 1939 roku został zwolniony.
Od marca 1940 roku był czynny w konspiracji ZWZ na terenie Krakowa, pełniąc do kwietnia 1941 roku funkcję zastępcy komendanta Obwodu Kraków-Miasto. W lipcu 1941 roku skierowany do Inspektoratu Rejonowego ZWZ Puławy. W listopadzie 1941 roku przeniesiony do Okręgu ZWZ/AK Lublin na stanowisko inspektora okręgowego Wojskowej Służby Ochrony Powstania. 11 listopada 1943 roku awansowany do stopnia podpułkownika służby stałej piechoty. W lutym 1944 roku został Komendantem Inspektoratu Rejonowego Lublin AK. Organizował dywersję i oddziały partyzanckie. Kierował przygotowaniami do Akcji „Burza”, w lipcu 1944 roku dowodził odtworzonym 8 pułkiem piechoty Legionów AK. Na rozkaz komendanta okręgu rozwiązał 8 pułk piechoty Legionów AK i powrócił do Lublina.
Po zajęciu Lublina przez Armię Czerwoną pozostał w konspiracji. Podtrzymywał łączność z obwodami, nakazał tworzenie siatki wywiadowczej w strukturach PKWN. Po aresztowaniu żołnierzy AK przez NKWD nakazał przygotowanie planu odbicia więźniów z więzienia na Zamku Lubelskim oraz przygotowanie oddziału do zrealizowania tego zadania. 
15 października 1944 roku na odprawie Komendy Obwodu Lublin AK wydał rozkaz tworzenia drużyn bojowych do wykonywania wyroków podziemnego sądownictwa i dywersji. 16 października 1944 roku aresztowany przez kontrwywiad Armii Czerwonej SMIERSZ w Lublinie, następnie został osadzony w areszcie NKWD przy ul. Chopina. Przeszedł miesięczne śledztwo, w czasie którego był torturowany. Osadzony w izolatce w więzieniu na Zamku Lubelskim.
7 marca 1945 roku Wojskowy Sąd Okręgowy w Lublinie (sygnatura akt R 156/45) w składzie: przewodniczący ppor. Bazyli Szporluk, ławnicy: ppor. Wicenty Okupski i sierż. Dymitr Olejkow skazał go na karę śmierci. 13 marca 1945 roku wyrok zatwierdził Michał Żymierski. 15 marca 1945 roku został zamordowany w więzieniu na Zamku Lubelskim w Lublinie. Na egzekucję wyniesiono go na noszach.
Miejsce pochówku do dzisiaj pozostaje nieznane. Symboliczna mogiła znajduje się na cmentarzu przy ul. Unickiej w Lublinie.
24 października 1990 roku zrehabilitowany przez Sąd Najwyższy w Warszawie.

## Awanse
- porucznik – 1922, ze starszeństwem z dniem 1 czerwca 1919 r
- kapitan – 1 stycznia 1927 roku
- major – 19 marca 1939 roku
- podpułkownik – 11 listopada 1943 roku

## Ordery i odznaczenia
- Krzyż Srebrny Orderu Wojennego Virtuti Militari[1],
- Krzyż Walecznych (trzykrotnie, po raz 2 i 3 w 1939)[1],
- Srebrny Krzyż Zasługi[1],
- Medal Pamiątkowy za Wojnę 1918–1921.